# سیر حکمت در اروپا
سیر حکمت در اروپا کتابی است از محمّدعلی فروغی که جلد اول آن در سال ۱۳۱۰ منتشر شد. جلد دوم و سوم به ترتیب در سال‌های ۱۳۱۸ و ۱۳۲۰ انتشار یافت. این کتاب نخستین اثر دقیق و منظم از فلسفه غرب در ایران است.
در مقدمه سیر حکمت در اروپا، فروغی انگیزه‌اش از تألیف این کتاب را اینگونه توضیح می‌دهد: «ملاحظه فرمایید که در مشرق‌زمین و ممالک اسلامی از چندین قرن به این‌طرف جریان امور معارفی کاملاً مانند اوضاع اسکولاستیک اروپا بوده‌است و این حالت بیشتر ازاین‌جهت شگفت‌آور است که شرع مقدس اسلام بنیاد احکام و کلیهٔ امور را بر عقل گذاشته و تعلیمات هیچ حکیم و فیلسوفی را ضروری دین نشمرده‌است. بااین‌همه، فضلای ما هم جمود و رکورد اصحاب اسکولاستیک را داشته‌اند و نتیجه یک‌سان بوده‌است و عجیب‌تر اینکه مردم کشور ما در علم و حکمت نسبت به اروپائیان پیش‌قدم بودند و مغربیان اسکولاستیک را برچیده، وارد مراحل جدید شده، هفت شهر علم را گشتند و ما هنوز اندر خم یک کوچه‌ایم.» در همین مقدمه فروغی می‌گوید که «کوشیده‌ام تا افکار اروپایی را به شیوهٔ بیان ایرانی ارائه دهم و اصطلاحاتی را که در زبان و بیان ما سابقه نداشته‌است، از نو بسازم. اگر قصوری رفته ما را معذور دارند که در این راه پیش از ما کسی قدم نگذاشته و جاده کوبیده نشده بود.»

## محتویات کتاب
بچه که بودم فکر می‌کردم کتاب سیر حکمت در اروپا، زندگینامهٔ شخصی به نام حکمت در اروپاست!

احمدرضا احمدی
این کتاب شامل سه جلد و یک ضمیمه‌است.
- جلد اول
  - دیباچه
  - فصل اول / حکمای پیش از سقراط
  - فصل دوم / سقراط و افلاطون و ارسطو
  - فصل سوم / متأخرین از حکمای قدیم
  - فصل چهارم / حوزهٔ علمی اسکندریه و دورهٔ رومیان
  - فصل پنجم / علم و حکمت در اوایل قرون وسطی
  - فصل ششم / اسکولاستیک
  - فصل هفتم / تجدید حیات علم و ادب
  - فصل هشتم / فرنسیس بیکن
  - فصل نهم / دکارت
  - پیوست / گفتار در روش درست راه بردن عقل و طلب حقیقت در علوم (کلام دکارت)
- جلد دوم
  - دیباچه
  - مقدمه
  - فصل اول / حکمای فرانسه در سدهٔ هفدهم
  - فصل دوم / اسپینوزا
  - فصل سوم / لایبنیتس
  - فصل چهارم / حکمای انگلیس در سدهٔ هفدهم
  - فصل پنجم / حکمای انگلیس در سدهٔ هیجدهم
  - فصل ششم / حکمای فرانسه در سدهٔ هیجدهم
  - فصل هفتم / کانت
- جلد سوم
  - دیباچه
  - مقدمه
  - باب نخستین / حکمای اروپا در نیمهٔ اول سدهٔ نوزدهم
  - باب دوم / حکمای اروپا در نیمهٔ دوم سدهٔ نوزدهم

## نقد و نظر
فروغی فایدهٔ تألیف سیر حکمت در اروپا را دو چیز می‌داند که یکی آشنایی دانش‌اندوزان با افکار حکمای باختر است و «دیگر این‌که مفتاح و روش نگارش فلسفهٔ جدید را به زبان فارسی امروزی به دست» می‌دهد.

## بازنشر
پس از سال‌ها این اثر با نام سیر حکمت در اروپا: به‌ ضمیمهٔ «گفتار در روش» نوشتهٔ رنه دکارت، محمدعلی فروغی، امیرجلال‌الدین اعلم (مصحح)، انتشارات نیلوفر بازنشر گردید.